# 李一陽 (嘉靖進士)
李一陽（？—？），字道原，號我山，福建泉州府同安縣人，民籍，明朝政治人物。

## 生平
嘉靖三十一年（1552年）壬子科福建鄉試第三十一名舉人。嘉靖三十二年（1553年）聯捷癸丑科三甲第二百六十五名進士。吏部观政，卒。

## 家族
曾祖李乾；祖父李拱；父李梓，母黃氏。弟李一復。